# Černíkovice (Plzeň)
Černíkovice é uma comuna checa localizada na região de Plzeň, distrito de Plzeň-sever.